# Iniziativa di pace araba
L'Iniziativa di pace araba (in lingua araba: مبادرة السلام العربية) è un'iniziativa di pace globale per il conflitto arabo-israeliano, inizialmente proposta nel 2002 al vertice di Beirut della Lega Araba dall'allora principe ereditario saudita, poi re Abdullah dell'Arabia Saudita, e riapprovata al vertice di Riyadh nel 2007.